# Malavan Bandar Anzali Football Club
Il Malavan Bandar Anzali Football Club (in persiano باشگاه فوتبال ملوان بندر انزلى‎, società calcistica del porto di Bandar-e-Anzali) è una società calcistica con sede a Bandar-e-Anzali, città portuale dell'Iran settentrionale, sulla costa del Mar Caspio. Milita nella Lega professionistica del Golfo persico, la massima divisione del campionato iraniano di calcio.
I colori sociali sono il bianco e blu. È la squadra più rappresentativa della provincia di Gilan-e Gharb e dopo Esteghlal e Persepolis è la compagine che conta il maggior numero di finali di Coppa d'Iran disputate (7). Il giocatore più conosciuto del Malavan è Sirous Ghayeghran, capitano della nazionale iraniana negli anni '80, deceduto in un incidente stradale nel 1993.

## Storia
La squadra fu fondata nel 1968 da alcuni giovani della città portuale di Bandar-e-Anzali; in seguito la compagine fu rilevata dalla Marina militare della Repubblica Islamica dell'Iran, che ne divenne l'ente proprietario.
I migliori risultati conseguiti dal Malavan furono, nel corso dei decenni, tre successi in Coppa d'Iran, conseguiti nel 1975-1976, nel 1986-1987 e nel 1989-1990, mentre in campionato il massimo traguardo è costituito da due terzi posti nella massima divisione nazionale, ottenuti nel 1976-1977 e nel 1989-1990.
Nel 1988 la squadra partecipò al campionato asiatico per club, ma, dopo aver battuto il Saunders al primo turno, si ritirò dal torneo a causa della guerra Iran-Iraq.
Nel 2003 il Malavan retrocesse in Lega Azadegan, la seconda serie iraniana, ma tornò già l'anno dopo in massima serie. Retrocessa nuovamente nel 2016, ritrovò la massima divisione nel 2022.

## Palmarès

### Competizioni nazionali
- Coppa dell'Iran: 3

1975-1976, 1986-1987, 1989-1990
- Campionato iraniano di seconda divisione: 1

2021-2022
- Lega iraniana di terza divisione: 2

1990-1991, 1997-1998

### Altri piazzamenti
- Campionato iraniano:

Terzo posto: 1977-1978, 1989-1990
- Coppa dell'Iran:

Finalista: 1987-1988, 1988-1989, 1990-1991, 2024-2025
- Coppa del Trono di Jamshid:

Terzo posto: 1978-1979

## Allenatori
| Nome                | Periodo   |
| ------------------- | --------- |
| Bahman Salehnia     | 1968-1997 |
| Nosrat Irandoost    | 1997-2000 |
| Mohammad Ahmadzadeh | 2000-2002 |
| Bahman Salehnia     | 2002-2004 |
| Nosrat Irandoost    | 2004-2006 |
| Mohammad Ahmadzadeh | 2006-     |

## Organico

### Rosa 2021-2022
Aggiornata al 10 agosto 2022.

| N. |                 | Ruolo | Calciatore                |
| -- | --------------- | ----- | ------------------------- |
| 1  | Iran (bandiera) | P     | Reza Heydari              |
| 2  | Iran (bandiera) | D     | Majid Eydi                |
| 4  | Iran (bandiera) | D     | Alireza Khoshkafa         |
| 5  | Iran (bandiera) | D     | Saeed Karimi              |
| 6  | Iran (bandiera) | C     | Akbar Imani               |
| 7  | Iran (bandiera) | A     | Sajjad Bazgir             |
| 8  | Iran (bandiera) | C     | Mohsen Enbesati           |
| 9  | Iran (bandiera) | C     | Milad Jahani              |
| 10 | Iran (bandiera) | C     | Milad Shabanlou           |
| 11 | Iran (bandiera) | A     | Arsalan TafazzoliU25      |
| 14 | Iran (bandiera) | D     | Mostafa Naeijpour         |
| 16 | Iran (bandiera) | C     | Mohammad Reza BordbarU19  |
| 17 | Iran (bandiera) | C     | Omid NafezU23             |
| 18 | Iran (bandiera) | C     | Mahmoud Motlaghzadeh      |
| 19 | Iran (bandiera) | A     | Pedram Ghazipour          |
| 20 | Iran (bandiera) | A     | Mohsen AlafiU21           |
| 21 | Iran (bandiera) | C     | Amirhossein YahyazadehU25 |

| N. |                 | Ruolo | Calciatore                  |
| -- | --------------- | ----- | --------------------------- |
| 22 | Iran (bandiera) | P     | Afshar SedaghatU23          |
| 23 | Iran (bandiera) | C     | Parham MovaghariU23         |
| 25 | Iran (bandiera) | C     | Mohammad Sadegh Barani      |
| 27 | Iran (bandiera) | C     | Mohsen Kazemiyani           |
| 30 | Iran (bandiera) | D     | Abdollah Hosseini           |
| 37 | Iran (bandiera) | A     | Soheil FadakarU25           |
| 40 | Iran (bandiera) | D     | Mohammad Hossein RanjbarU21 |
| 44 | Iran (bandiera) | P     | Iman Sadeghi                |
| 56 | Iran (bandiera) | D     | Parham Sayyad Borhani       |
| 70 | Iran (bandiera) | C     | Mehdi Momeni                |
| 73 | Iran (bandiera) | D     | Sobhan Pasandideh           |
| 77 | Iran (bandiera) | C     | Morteza EslamiU23           |
| 88 | Iran (bandiera) | C     | Mehran AhmadiU25            |
| 99 | Iran (bandiera) | C     | Mohammad GhaderiU23         |